# 저지 보이스

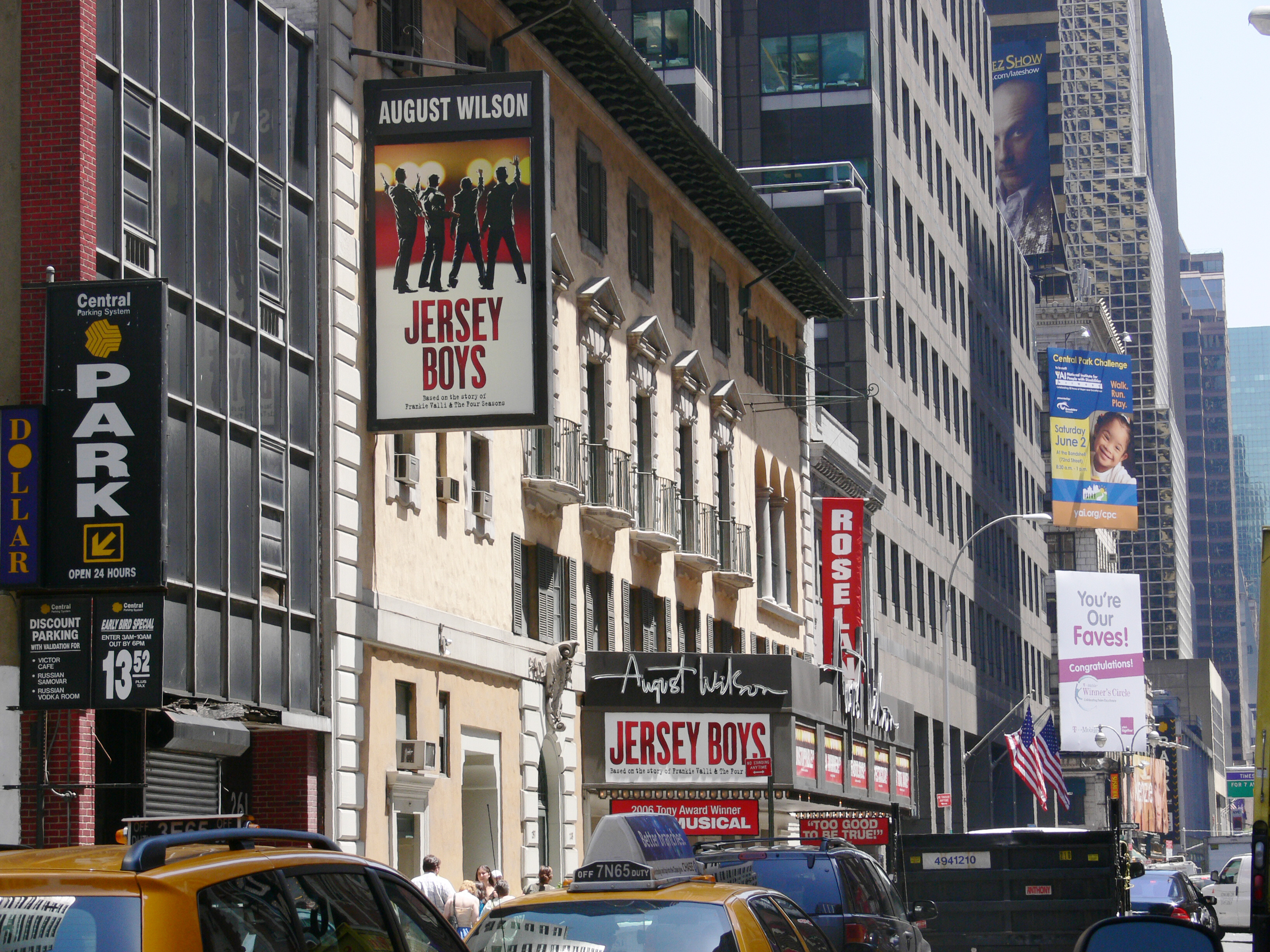

저지 보이스(영어: Jersey Boys)는 밥 고디오 작곡, 밥 클루 작사, 마셜 브리크먼과 릭 엘리스 각본에 의한 주크박스 뮤지컬이다. 1960년대 로큰롤 그룹 포 시즌스의 결성, 성공, 해산을 각색한 다큐멘터리 스타일을 취하고 있다. 이 뮤지컬은 사계 (포 시즌스)마다 장면 전개되어 각각의 장면을 다른 밴드 멤버가 각각의 관점에 따라 밴드의 경력이나 음악을 구전한다. 제목은 포 시즌스의 멤버들이 뉴저지 출신인 것에 유래하고있다. 2005년 브로드웨이에서 초연되었으며, 두 차례의 전미 투어를 실시한 것 외에도, 영국 런던의 웨스트 엔드 극장, 라스베이거스, 시카고, 토론토, 멜버른을 포함한 오스트레일리아 전역과 싱가포르, 남아프리카 공화국, 네덜란드, 대한민국에서도 공연되었다. 2006년 토니상에 뮤지컬 작품상 등 4개 부문을 수상하고 2009년 로렌스 올리비에상에서 뮤지컬 작품상을 수상했다.